# Мухаммед ибн Фейсал Аль Сауд
Мухаммед ибн Фейсал Аль Сауд (араб. محمد الفيصل بن عبد العزيز آل سعود‎; 1937, Эт-Таиф — 14 января 2017, Эр-Рияд) — саудовский бизнесмен в области банковского дела, второй сын короля Фейсала от его жены Иффат аль-Сунайян.

## Биография

### Происхождение и образование
Принц Мухаммед ибн Фейсал Аль Сауд родился в 1937 году в семье будущего короля Фейсала и его супруги Иффат аль-Сунайян, имевшей турецкие корни. У него было четверо младших родных братьев и три сестры: Сара (род. 1935), Сауд (1940—2015), Абдуррахман (1942—2014), Бандар (1943—2015), Турки (род. 1945), Латифа, Лулува (род. 1948) и Хайфа (род. 1950).
Получил образование на родине, а затем в США, где закончил Школу Лоуренсвилля и Школу Хун, также помимо этого в 1963 году закончил Колледж Менло в качестве бакалавра наук в области делового администрирования.

### Карьера
После возвращения на родину, Мухаммед ибн Фейсал начал работать в Агентстве денежного обращения Саудовской Аравии. Спустя два года в 1965 году принц Мухаммед стал работать в Министерстве водных ресурсов и сельского хозяйства в качестве директора отдела по переработке солёной воды.
В 1974 году был назначен заместителем министра водных ресурсов и сельского хозяйства, а в ноябре того же года был назначен главой корпорации по переработке солёной воды, проработав на этой должности до июля 1977 года.

### Бизнес
Уйдя в отставку, Мухаммед ибн Фейсал стал заниматься бизнесом, основав компанию Iceberg Transport International, чтобы поддержать возможность доставки айсбергов на территорию страны, с целью обеспечить пресной водой страну. 17 октября 1977 года он выступил на конференции в Лондоне с этим предложением, но результаты исследований показали, что это невозможно, поскольку ни один айсберг не пройдёт через экватор.
Его дальнейшие инвестиции были связаны с областью банковского дела и финансов. В 1977 году в Египте и Судане при его поддержке был основан Исламский банк Египта имени Фейсала. В 1981 году он стал одним из соучредителей основанного банка DMI Trust, который является материнской компанией для 55 исламских банков в нескольких странах мира, включая Бахрейн, Нигер, Египет и Пакистан.
В 1990 году принцем был основан Faisal Private Bank, который также имеет несколько филиалов, в том числе и в Швейцарии.

### Семья
Был женат на Муне бинт Абдул Рахман Аззам, дочери Абд ар-Рахмана Хасана Аззама, 1-го генерального секретаря ЛАГ (1945—1952). У пары было трое детей: две дочери и сын. Одна из дочерей, принцесса Рим — фотохудожница, а его сын принц Амр (род. 1960) — бизнесмен в области финансов.

### Смерть
Скончался в Эр-Рияде 14 января 2017 года в возрасте 79 лет.